# Statue des Martyrs
La statue des Martyrs (en arabe : تمثال الشهداء) est un monument de Beyrouth situé sur la place des Martyrs et réalisé par Marino Mazzacurati. Inaugurée en 1960, elle a été endommagée pendant la guerre du Liban (1975-1990) et restaurée à partir de 1996.